# Claude Cloutier

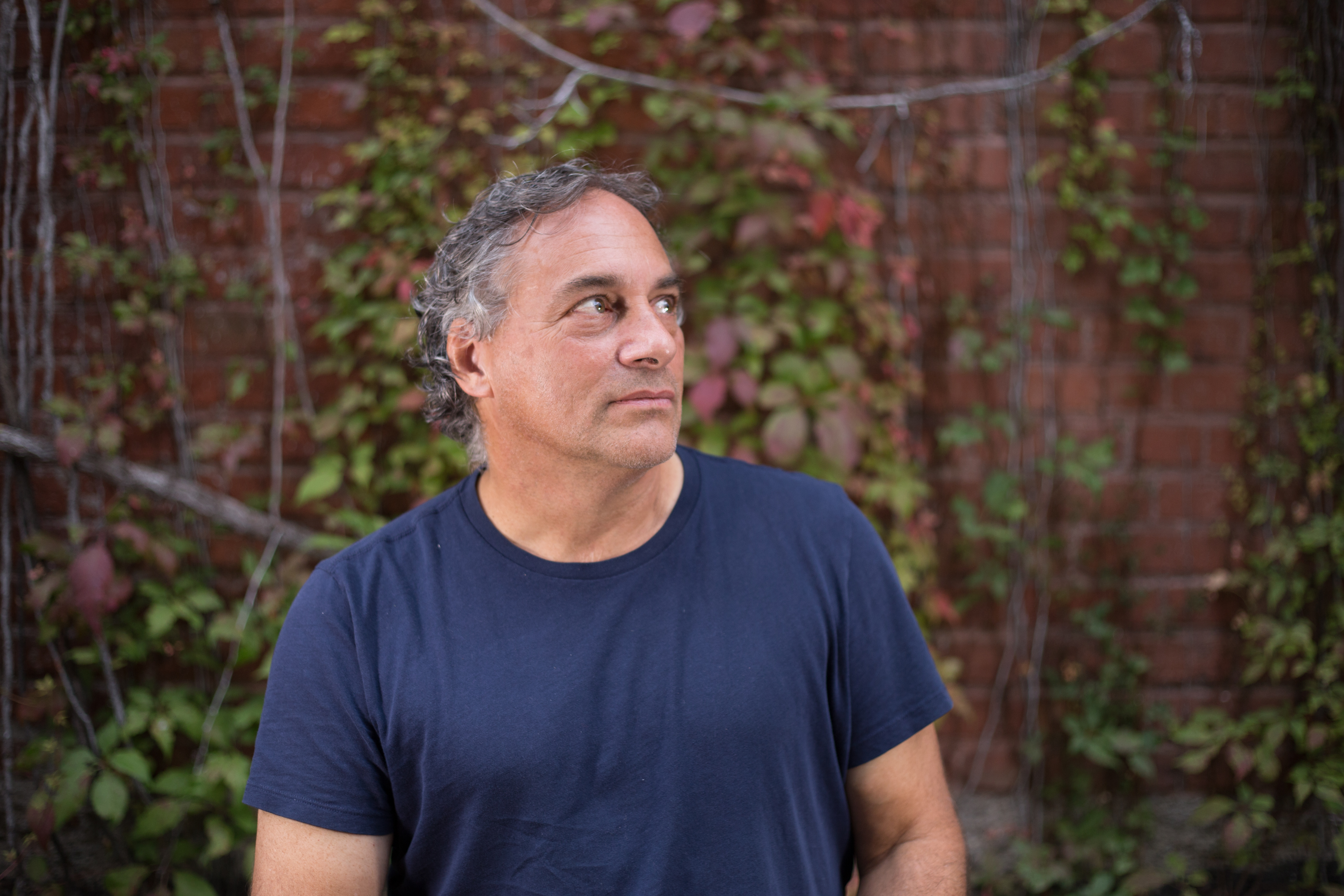
Claude Cloutier, 2017

Claude Cloutier (* 5. Juli 1957 in Montreal) ist ein kanadischer Illustrator, Comiczeichner und Animator.

## Leben
Cloutier studierte bis 1979 an der Université du Québec Grafic und Druck. Er war zunächst als Illustrator, Werbezeichner und Comiczeichner tätig. Seine Comicreihen, wie Gilles La Jungle, Nevada Allaire und La Légende des Jean-Guy, wurden ab 1981 unter anderem in den Magazin Croc und Titanic publiziert. Zu seinen Buchillustrationen gehören Werke von Marie Décary und Jean-Pierre Davidts.
Cloutier kam 1986 als Animator zum National Film Board of Canada. Sein erster Film wurde zwei Jahre später The Persistent Peddler, der vom Comic La Légende des Jean-Guy inspiriert wurde. Am NFB schuf Cloutier in den 1990er-Jahren verschiedene Kurzfilme für Trickreihen, darunter Overdose im Rahmen der Reihe Rights from the Heart sowie zwischen 1998 und 2000 Wheel Meets Friction, The Wonderful World of Colour, Slippery Ice, The Force of Water und Internal Combustion Engine im Rahmen der Reihe Science, Please!.
Cloutiers Animationsfilme nehmen in ihrem Stil in Teilen Bezug auf die Illustrationen und Radierungen des 19. Jahrhunderts. Er animiert seine Werke zumeist traditionell auf Papier, so entstanden Sleeping Betty und Ein Bild von einem Auto mit Zeichentusche („India Ink“) auf Papier. In La tranchée setzte Cloutier zudem erstmals Rotoskopie ein.

## Filmografie
- 1988: The Persistent Peddler
- 1995: Overdose
- 1998: Wheel Meets Friction
- 1998: The Force of Water
- 1999: Slippery Ice!
- 2000: Une minute de science, s.v.p.!
- 2000: Le moteur à explosion
- 2000: From the Big Bang to Tuesday Morning
- 2007: Sleeping Betty
- 2010: La tranchée
- 2015: Ein Bild von einem Auto (Carface)

## Illustration (Auswahl)
- 1989: Gilles La Jungle contre Méchant-Man
- 1992: Marie Décary – Au pays des toucans marrants
- 1996: Jean-Pierre Davidts – Un amour de framboisier
- 1996: Emmanuel Aquin – Le sandwich au nilou-nilou
- 1997: Jean-Pierre Davidts – La belle lurette
- 1997: Emmanuel Aquin – Le pigeon-doudou
- 1998: Jean-Pierre Davidts – Le mystère de la boule de gomme
- 1999: Jean-Pierre Davidts – La tisane au nortic
- 2000: Jean-Pierre Davidts – L’ABC du roi Léon
- 2002: Marie Décary – Amour, réglisse et chocolat
- 2015: La Légende des Jean-Guy

## Auszeichnungen (Auswahl)
- 1989: Nominierung für die Goldene Palme/Bester Kurzfilm, Cannes 1989, für The Persistent Peddler
- 2007: Nominierung Cristal d’Annecy, Festival d’Animation Annecy, für Sleeping Betty
- 2007: Silver Plaque für den besten animierten Kurzfilm, Chicago International Film Festival, für Sleeping Betty
- 2007: Goldene Ähre Spike, Semana Internacional de Cine de Valladolid, für Sleeping Betty
- 2008: Prix Jutra, Bester Animationsfilm, für Sleeping Betty
- 2008: Publikumspreis, IndieLisboa, für Sleeping Betty
- 2009: Genie Award, Bester animierter Kurzfilm für Sleeping Betty
- 2010: Festivalpreis für die beste Animation, New York City Short Film Festival, für La tranchée
- 2011: Genie-Award-Nominierung, Bester animierter Kurzfilm, für La tranchée